# Медведград
Медведград — средневековый хорошо укреплённый замок, расположенный на южных склонах горного массива Медведница, недалеко от Загреба, столицы Хорватии.
Замок был построен на вершине холма Малы-Плазур, обладавшего рядом фортификационных выгод. Этот холм представляет собой отрог Медведницкого горного хребта, возвышающегося над Загребом. В ясные дни городской замок виден издалека, особенно хорошо заметна его высокая главная башня. У подножия главной башни размещается мемориал Oltar domovine (Отечественный алтарь), посвящённый хорватским солдатам, погибшим в войне за независимость 1991—1995 годов.

## История

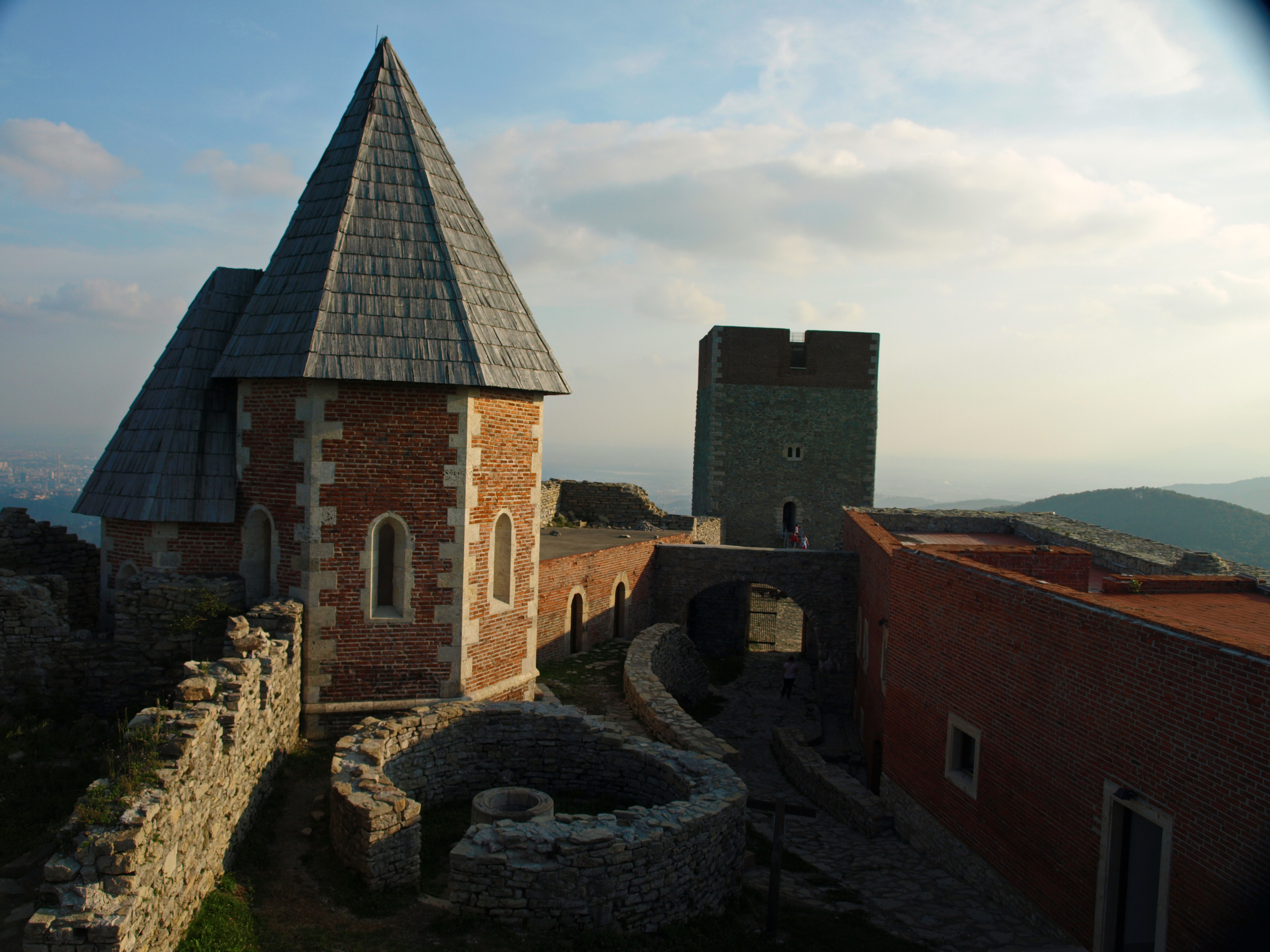
Капелла в Медведграде

Замок Медведград был построен в XIII столетии, по решению папы Иннокентия IV, после того, как войска Батыя разорили урочище Загреб, разрушили епископство на холме Каптол и селище на соседнем холме Градец.
Со смотровой площадки Медведграда, с высоты 500 метров, открывается прекрасный вид на Загреб. Строительством занимался Филипп Тюрье, епископ Загребский, в 1249—1254 гг. Позже Медведград перешёл во владение славонских банов (Степана Шубича и др.). Во время землетрясения 1590 года крепость была сильно разрушена и заброшена. В XX веке крепость восстановили и сейчас на ней размещается обзорная площадка, откуда — с высоты более 500 метров — открывается чудесный панорамный вид на город.
27 марта 1472 года в медведградском замке умер известный хорватский и венгерский поэт, славонский бан Янус Паннониус (Иван Чешмицкий).

## Внешние ссылки
- Medvedgrad pictures Архивная копия от 9 декабря 2008 на Wayback Machine
- http://wikimapia.org/40736/ Medvedgrad Old City